# Adventist Development and Relief Agency International
Adventist Development and Relief Agency (ADRA) International är en oberoende humanitär icke vinstinriktad organisation som drivs av sjundedagsadventistsamfundet med det specifika syftet att bidra med individuell och samhällsbaserad utveckling och katastrofstöd. Internationellt finns ca 5 000 anställda och organisationen har en världsvid omsättning på $ 173 000 000. Adra hjälper 23 miljoner människor och finns närvarande i 125 länder. 

## Verksamheter
- Katastrofhjälp
- Utbildning bl.a. för att moverka spridningen av HIV/AIDS
- Sjukvård
- Mikrokrediter liknande den verksamhet som Grameen Bank tilldelades Nobels fredspris för år 2006.
- Kvinnoprojekt

## ADRA Sverige
I Sverige finns ett bidragskontor i Stockholm.

### Framtidshopp
Varje år bedrivs en insamling som haft olika namn genom åren: Skördeinsamlingen, Hjälpaktion, eller som nu, Framtidshopp. År 2006 hette den Hjälpaktion och då samlades det ihop 2 120 341 kr.  ADRA får förutom privata bidrag pengar av SIDA (svenska statens biståndsmyndighet) och Svenska missionsrådet (SMR) (som fördelar pengar från SIDA). År 2006 fick SIDA 11 875 000 kr från SIDA och SMR . Man får även pengar från Läkarmissionen. ADRA kontrolleras av Stiftelsen för Insamlingskontroll (SFI) och har ett av denna myndighet verifierat 90-konto (PG 900721-2).

### Framtidsfadder
Man kan också bli regelbunden givare, månadsgivare.